# Curtis Berry
Curtis Berry, né le 16 juin 1959 à Atlanta, est un joueur et entraîneur américain de basket-ball.